# Herman Magnus af Petersens

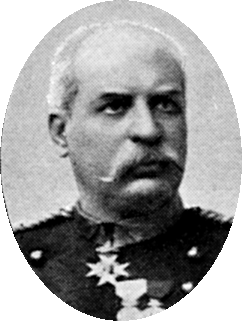
Herman Magnus af Petersens.

Herman Magnus af Petersens, född 1842, död 1903, var en svensk hovjägmästare och godsägare. 
Herman af Petersens var son till kaptenen Carl Herman af Petersens (1801-1843) och Sofia Carolina Dahlqvist (1818-1900). Han var förste hovjägmästare och ägare till fideikommissen Erstavik i Nacka socken. Den 4 juli 1889 sålde han en del av fideikommissens mark som omfattade 890 hektar belägen mellan Baggensfjärden, Lännerstasundet och Erstaviken.  Köparen var finansmannen Knut Agathon Wallenberg och köpeskillingen uppgick till 250 000 kronor (motsvarande drygt 16 miljoner kronor i 2015 års köpkraft). Här planerade Wallenberg att låta anlägga en exklusiv badort och villastad av kontinentalt snitt, som sedermera kallades Saltsjöbaden.